# George Tooker

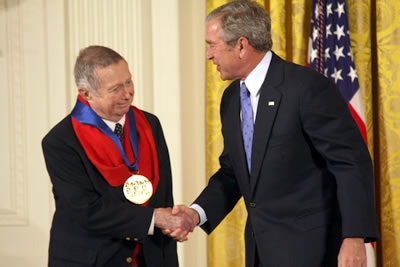
Tooker erhält von George W. Bush die National Medal of Arts (2007).

George Clair Tooker, Junior (* 5. August 1920 in Brooklyn, New York City; † 27. März 2011 in Hartland, Vermont) war ein US-amerikanischer Maler und Vertreter des Magischen Realismus.
Tooker wuchs in Brooklyn Heights und Bellport, New York auf. Nach dem Abschluss der Schule studierte er zunächst englische Literatur an der Harvard University und graduierte 1942. Im folgenden Jahr begann er ein Studium an der Art Students League of New York. Früh in seiner Karriere wurde Tooker mit anderen Malern wie Andrew Wyeth, Edward Hopper und seinen Freunden Jared French und Paul Cadmus verglichen. Subway (1950; Whitney Museum of American Art) und Government Bureau (1956; Metropolitan Museum of Art) zählen zu seinen bekanntesten Werken. Waiting Room (1957; Smithsonian American Art Museum, Washington, D.C.) zeigt ihn als einen Vertreter des Sozialen Realismus.
Tooker wurde 1968 zum assoziierten Mitglied (ANA) und zwei Jahre später zum Vollmitglied (NA) der National Academy of Design gewählt und war seit 1983 auch Mitglied der American Academy of Arts and Letters. 2007 erhielt er die National Medal of Arts. Er lebte zuletzt in Vermont.